# Caballo amblador

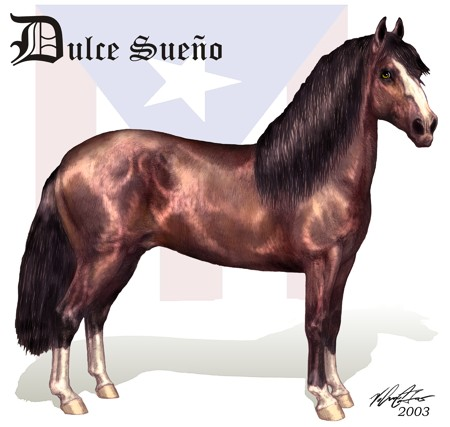
"Dulce Sueño", Semental Paso Fino de Puerto Rico.

Un caballo amblador, en sentido estricto, es un caballo que puede desplazarse Ambler. Esto es, que puede practicar la ambladura pura (de dos batidas). De forma natural o adquirida por adiestramiento.
En sentido más amplio, los caballos ambladores o pseudoambladores (traduciendo la expresión inglesa "gaited horses") son aquellos que tienen, de manera natural (de nacimiento), una tendencia a desplazarse en uno de los aires de 4 sacudidas llamado, de forma genérica, ambladura o pseudoambladura.

## Historia
Tanto la ambladura como los otros aires han tenido una gran importancia en la locomoción de los caballos . De manera genérica, cuando un caballo se desplaza Ambler su centro de gravedad se mueve muy poco en sentido vertical. Esto hace que el consumo energético sea mínimo y que el caballo pueda mantener algunos aires ambladores durante horas. Por otra parte, para la persona que monta un caballo al conla, es mucho más cómodo y descansado que en otros aires.
El origen de los caballos ambladores no está nada claro. Sólo es posible especular a partir de las referencias concretas que nos han llegado. Desde el punto de vista científico hay algunos aspectos interesantes a considerar
- Algunos potros emplean la ambladura en la fase de aprendizaje de la locomoción. En la mayoría de casos el potro "desestimará" este aire de locomoción.
- Algunos caballos de postas, viejos o agotados, tenían tendencia a adoptar un aire amblador ( "aubin" en francés) cuando se les exigía mantener la velocidad a pesar de su estado.
- Hay especies de mamíferos que se desplazan habitualmente en ambladura ( saiga ). Otros cuadrúpedos como el lobo o el zorro pueden hacer desplazamientos muy largos con aires pseudoambladores.

Plinio mencionaba dos razas de caballos ambladores hispanos: los "asturcones" y los "thieldons". Los asturcones se pusieron de moda en todo el Imperio Romano. Es seguro que había caballos ambladores en Asia desde tiempos remotos. También se les aplicó, a estos ambladores asiáticos, el nombre de asturcones. Séneca, en aconsejar una vida sencilla -sin lujos ni cosas innecessàries-, criticaba el uso de caballos asturcones y ambladores.
Hay algún estudio que indica que los asturcones hispanos no eran verdaderamente ambladores. Opinión que podría interpretarse en el sentido de que los asturcones quizás se desplazaban con un aire pseudoamblador. El caballo de Viriato parece que podía haber sido amblador. Vegecio atribuía a partes el adiestramiento de los caballos en el paso portante. Caballos llamados "trepidarius" por el pueblo y "tottonarius" en lenguaje militar.
El Corán menciona dos caballos ambladores. La obra árabe de Abú Bekr ibn Bedr, "La perfection des deux artes", expone de manera muy completa los diez tipos ambladores de andadura. Sin olvidar las mulas de silla y los asnos de viaje.
En Irlanda fueron famosos los "hobbies", ya sea como caballos "indígenas" (importados en épocas prehistóricas) o como animales importados de Hispania posteriormente. Con caballos autóctonos o quizás importados de Irlanda, en el Londres de 1170-1182 se habla de caballeros acudiendo a la feria en caballos ambladores.
En el Orlando Furioso (1516) mencionan los caballos "ubinos", denominación que algunos hacen derivar de los "hobbies" irlandeses. El equivalente francés de "Ubiña" es "aubin" (primeramente designando caballos irlandeses ambladores de calidad y, más tarde, un aire defectuoso del caballo). El aire o andadura se designa como "ambladura" o "paso portante".
En la América hispana hay un ejemplo de caballos ambladores: los caballos "aguilillas"  (con testigos ilustres como el testimonio de Jorge Juan ), capaces de desplazamientos largos a velocidades considerables y muy cómodas para el jinete .

## Caballos ambladores a partir del sigloXVIII
Al inicio del siglo XVIII había muchos caballos ambladores usados para viajar. Los desplazamientos personales en carruaje eran prácticamente inexistentes. Algunas regiones eran famosas en la cría de razas de prestigio reconocido. El caso de Francia es bastante representativo con los "bidet" de Morvan, Bretaña y Normandía entre otros. Poco a poco se desarrolló una red de carreteras y se perfeccionaron los carruajes. Y la cría se orientó hacia los caballos de tiro. La revolución y las guerras napoleónicas, en el caso de Francia, fueron determinantes en la decadencia de los caballos ambladores (la requisa de caballos y yeguas hizo bajar la calidad y cantidad de los reproductores, y la misma producción).
En las colonias angloamericanas se da el caso de los caballos Narragansett Pacers asociados al estado de Rhode Island desde los inicios del XVIII hasta finales del XIX Los orígenes de esta raza no se conocen exactamente pero es probable que fueran el resultado del cruce de caballos ambladores ingleses con caballos de origen español. Aquellos caballos mezclados eran apreciados por su suavidad de marcha y su seguridad de paso en terrenos irregulares. Se supone que los ancestros principales de los Narrangansett fueron el Irish Hobby y el pony Galloway . La raza desapareció como raza pura pero influyó en el desarrollo de otras razas americanas. El Narrangansett Pacer no era puramente ambladora. Su aire más apreciado era una andadura de 4 batidas, muy cómoda para el jinete. En Europa los caballos (y las mulas) ambladores o pseudoambladores desaparecieron transformándose en caballos de tiro.

## Caballos ambladores en la actualidad
Las antiguas razas ambladoras europeas parecen desaparecidas del todo, de forma irreversible. Las razas americanas, del norte y del sur, y algunas razas asiáticas disfrutan hoy en día, de una cierta expansión.

## Algunas razas ambladoras
En la mayoría de razas ambladoras el aire particular del que gozan es un rasgo hereditario. Sin embargo, es posible que algunos caballos de estas razas no sean ambladores. Muchos caballos de otras razas pueden trotar y amblar (amblar en el sentido de pseudoambladura), especialmente si han sido adiestrados específicamente. Algunos caballos son trotadores y ambladores (ambladura estricta). Otros animales no son trotadores pero son ambladores (dos batidas) y pseudoambladores (4 batidas). En general el aire de ambladura pura, de dos batidas, no es deseable en caballos pseudoambladores. La calidad principal de los caballos de silla pseudoambladores es la comodidad del jinete. La ambladura pura, con sólo dos batidas, es más incómoda que cualquiera de los aires (pseudo) ambladores
- American Saddlebred[32]
- Caballo Campolina[33]
- Caballo islandés[34]
- Garrano
- Mangalarga
- Missouri Foxtrotter
- Paso Fino
  - Colombiano[35]
  - Costa Rica
  - Cuba
  - Puerto Rico[36]
- Caballo peruano de paso[37]
- Caballo "racking"
- Rocky Mountain Horse[38]
- Caballo Spotted Saddle
- Caballo Tennessee Walker[39]
- Caballo Marwari[40]